# Нью-Берлін (Іллінойс)
Нью-Берлін (англ. New Berlin) — селище (англ. village) в США, в окрузі Сенґамон штату Іллінойс. Населення — 1381 особа (2020).

## Географія
Нью-Берлін розташований за координатами 39°43′33″ пн. ш. 89°54′48″ зх. д. / 39.72583° пн. ш. 89.91333° зх. д. (39.725924, -89.913453).  За даними Бюро перепису населення США в 2010 році селище мало площу 2,96 км², уся площа — суходіл.

## Демографія
Згідно з переписом 2010 року, у селищі мешкало 1346 осіб у 538 домогосподарствах у складі 381 родини. Густота населення становила 454 особи/км².  Було 554 помешкання (187/км²).
Расовий склад населення:
| - 97,9 % — білих - 0,6 % — чорних або афроамериканців - 0,4 % — азіатів - 0,3 % — корінних американців |

До двох чи більше рас належало 0,8 %. Частка іспаномовних становила 0,7 % від усіх жителів.
За віковим діапазоном населення розподілялося таким чином: 27,6 % — особи молодші 18 років, 60,5 % — особи у віці 18—64 років, 11,9 % — особи у віці 65 років та старші. Медіана віку мешканця становила 35,5 року. На 100 осіб жіночої статі у селищі припадало 92,6 чоловіків;  на 100 жінок у віці від 18 років та старших — 89,7 чоловіків також старших 18 років.
Середній дохід на одне домашнє господарство  становив 69 824 долари США (медіана — 67 692), а середній дохід на одну сім'ю — 82 037 доларів (медіана — 79 453). Медіана доходів становила 50 880 доларів для чоловіків та 40 586 доларів для жінок. За межею бідності перебувало 2,1 % осіб, у тому числі 2,0 % дітей у віці до 18 років та 3,8 % осіб у віці 65 років та старших.
Цивільне працевлаштоване населення становило 768 осіб. Основні галузі зайнятості: освіта, охорона здоров'я та соціальна допомога — 28,6 %, фінанси, страхування та нерухомість — 13,0 %, публічна адміністрація — 11,2 %, роздрібна торгівля — 10,0 %.